# US Ouagadougou
Nezaměňovat s jiným burkinafaským fotbalovým klubem USFA Ouagadougou.
Union Sportive de Ouagadougou je fotbalový klub z města Ouagadougou v Burkině Faso. Byl založen roku 1961 a hraje na stadionu Stade Municipal s kapacitou 15 000 míst. Soutěží v burkinafaské nejvyšší lize. Klubové barvy jsou bílá a červená, v klubovém logu je bílá holubice.

## Úspěchy
- 2× vítěz 1. burkinafaské ligy: 1967, 1983[1]
- 1× vítěz Coupe du Faso (burkinafaský pohár): 2005[2]
- 2× vítěz burkinafaského Superpoháru: 2004/05, 2007/08[3]